# Davisovi slapovi
Davisovi slapovi (nepalsko पाताले छाँगो) je slapišče jugozahodno od Pokhare v dolini Pardi Khola - desnega pritoka Seti Gandaki - na približno 780 m nadmorske višine.
Reka je ustvarila impresivno sotesko v apnenčastem masivu. Voda, ki teče iz jezera Phewa tvori podzemni predor. Ta predor je dolg približno 150 metrov in teče 30 metrov pod tlemi. 31. julija 1961 je švicarski par Davi šel na plavanje, vendar se je ženska zaradi preliva utopila v jami. Njeno telo je bilo z velikim trudom najdeno 3 dni kasneje v reki Phusre. Njen oče je želel po njej poimenovati Davisovi slapovi. Nepalsko ime je Patale Čhango (पाताले छाँगो) in pomeni 'podzemni slap'. To je eden najbolj obiskanih krajev v Nepalu.
Po izhodu iz predora voda teče skozi jamo Gupteshwor Mahadev ali 'jamo pod zemljo' in se ponovno pojavi 500 m južneje. Jezero Phewa je vodni vir. Jama deluje tudi kot turistično območje, saj ima kompleksne oblike in ljudje celo pozabijo na pot znotraj jame.

## Turizem
To je atrakcija za turiste in domačine. Na tisoče Nepalcev obišče slapove za rekreacijo in užitek. Obiskovalci lahko preizkusijo svojo srečo v tamkajšnjem ribniku za srečo tako, da mečejo kovance na božji kip. Prav tako lahko vidijo model tradicionalne nepalske hiše in serijo kipov nepalskih ljudi, ki nosijo tradicionalne obleke. Nekoč so se obravnavali kot samomorilska točka, saj so domačini in turisti skakali iz pečine na dno slapa. Varnostni ukrepi so bili uporabljeni kmalu po povečanju teh dejavnosti z gradnjo kovinskih ograj okrog pečine, da se preprečijo nadaljnji samomori. 

## Galerija
- Davisovi slapovi ob visoki vodi